# Piper subpanduriforme
Piper subpanduriforme är en pepparväxtart som beskrevs av C. Dc.. Piper subpanduriforme ingår i släktet Piper och familjen pepparväxter. Inga underarter finns listade i Catalogue of Life.